# داجور كاري
داجور كاري (بالآيسلندية: Dagur Kári)‏ (و. 1973  م) هو مخرج أفلام، وملحن، وكاتب سيناريو، وموسيقي آيسلندي، ولد في باريس.

## الحياة المهنية
فاز فيلم كاري الروائي الطويل الأول ”نوي الأمهق“ (نوي ألبينوي، 2003) بالعديد من الجوائز الدولية. وعُرض فيلمه الثاني ”فوكسن مينيسكر“ (الحصان الأسود، 2005) في قسم ”نظرة ما“ في مهرجان كان السينمائي لعام 2005.
في عام 2008، أنهى أول أفلامه باللغة الإنجليزية ”القلب الطيب“ (The Good Heart) من بطولة الأمريكيين براين كوكس وبول دانو والممثلة الفرنسية إيزيلد لو بيسكو.
وهو أيضًا عضو في فرقة سلوبلو. وقد قدم موسيقاهم في فيلم ”نوي ألبينوي“.
في ديسمبر 2011 أُعلن عن إنتاج فيلم درامي بعنوان ”رجل الصاروخ“، والذي أصبح فيما بعد فيلم ”جبل العذراء“، مع بالتاسار كورماكور، وكان من المقرر أن يقوم بإخراج الفيلم داجور كاري.في يناير 2013، أُعلن مرة أخرى عن إنتاج الفيلم من قبل كورماكور مع شريكته أغنيس يوهانسن.

## التعليم
تعلم في National Film School of Denmark ‏.

## أعماله
- فوسي أو الجبل العذري: 2015

## وصلات خارجية
- داجور كاري على موقع IMDb (الإنجليزية)
- داجور كاري على موقع قاعدة بيانات الأفلام العربية
- داجور كاري على موقع ألو سيني (الفرنسية)
- داجور كاري على موقع ميوزك برينز (الإنجليزية)
- داجور كاري على موقع أول موفي (الإنجليزية)
- داجور كاري على موقع قاعدة بيانات الأفلام السويدية (السويدية)
- داجور كاري على موقع قاعدة بيانات الفيلم (الإنجليزية)
- داجور كاري على موقع كينوبويسك (الروسية)